# Léon d'Ohrid
 (février 2025).
Si vous disposez d'ouvrages ou d'articles de référence ou si vous connaissez des sites web de qualité traitant du thème abordé ici, merci de compléter l'article en donnant les références utiles à sa vérifiabilité et en les liant à la section « Notes et références ».
Léon d'Ohrid est un évêque connu pour avoir participé à la rupture entre le christianisme latin et le christianisme grec. 

## Participation à la rupture entre le christianisme latin et le christianisme grec
Une première rupture entre le christianisme latin et le christianisme grec survient autour de l'an mil, lorsque le pape Benoît VIII introduit le Filioque dans le Credo du rite romain, signifiant que l'esprit saint procède du père et du fils, alors que les Grecs pensent qu’il ne procède que du père. En réaction, le patriarche de Constantinople retire le nom du pape de Rome des listes des personnes pour qui il faut prier. Pour autant, les chrétiens orientaux se considèrent quand même tous comme chrétien ; la séparation est progressive.
Les débats sont renouvelés vers 1050 autour du thème du pain. Dans le rite occidental, le pain utilisé est azyme (fait sans levain). Dans le rite oriental, le pain est fermenté au levain. Ces oppositions majeures induisent des oppositions secondaires ; il existe une communion des enfants en Orient et non en Occident, et le pain est trempé dans le vin en Orient mais pas en Occident car les laïcs n’ont pas accès au vin.
En 1053, les débats s'enveniment avec l'évêque Léon d’Ohrid qui accuse les chrétiens d’orient de judaïser en utilisant du pain avec levain comme lors de Pessah (fête juive). Humbert de Moyenmoutier en informe le pape dans une lettre, ce qui déclenche une crise dogmatique entre la chrétienté occidentale et la chrétienté orientale (pourtant alliés politiquement contre les Normands). Le pape envoie une délégation pontificale dans l'Empire byzantin pour y répondre. Le patriarche de Constantinople Michel Cérulaire rétorque par un texte encore plus détaillé sur les erreurs commises par les Latins. Il est excommunié par les légats du pape pour avoir supprimé le filioque du Credo. En réponse, le patriarche jette l’anathème sur les légats du pape. Cet épisode correspond au schisme de 1054.